# Ophiuche lactiferalis
Ophiuche lactiferalis là một loài bướm đêm trong họ Erebidae.